# Ulriksdals kapplöpningsbana
Ulriksdals kapplöpningsbana (ursprungligen Stockholm Jerfva, även kallad Ulriksdals galoppbana) var en galoppbana belägen mellan Överjärva gård och Järva krog i stadsdelen Järva i Solna kommun. Banan invigdes 1919 och sista tävlingen hölls 1960. På platsen finns idag ett nytt bostadsområde kallat Nya Ulriksdal som är avsett att erbjuda 1 500 bostäder och 9 000 arbetsplatser.

## Historik
Organiserad hästkapplöpning har det funnits i Sverige sedan 1894, då det nybildade Stockholms Kapplöpningssällskap anlade en kapplöpningsbana vid Lindarängen vid Gärdet. P.g.a frihamnens utbyggnad måste tävlingarna där upphöra 1918. Eftersom sällskapet vid denna tid huvudsakligen bestod av officerare, lyckades man få tillgång till mark vid Järva, som var Kronans mark och en del av Stockholmsgarnisonens nya övningsfält. En ny bana iordningställdes på kort tid av löjtnant Ekander och startskottet för invigningsloppet under namnet Stockholm Jerfva kunde avfyras på pingstafton den 7 juni 1919.
Första loppet vanns av greve Clarence von Rosen på hästen ”Piccadilly”. Premiärdagen beskrevs av "Ny Tidning för Idrott" med följande ord: 
| ” | "Man hade med stor spänning emotsett den dag, då Stockholms Kapplöpnings-sällskaps nya bana skulle invigas, och med glädje konstaterat det förtroende, som ryttarna genom talrika anmälningar lagt i dagen. Banan var också så bra som man på den korta tid, som stått till buds, rimligtvis kunna begära." | „ |

Kapplöpningsbanan var en stor attraktion. Runt kapplöpningsbanan växte snart anläggningar upp, som var nödvändiga för hästsporten: volter, stallar, paddock, startmaskiner, åskådarläktare, parkering, restaurang och en rak bana som då var 1 000 m lång. Den längre banan doldes på ett ställe av en kulle, vilket gav upphov till mytbildning om vad som hände därbakom. Det gick extra tåg till Ulriksdals station när tävlingarna hölls 18.30 vardagskvällar och 12.30 på söndagar.  Området runt banan kom starkt att präglas av hästsportsverksamheten. I Järva krigsområdet nybyggdes ett flertal häststall, och Rosenborgs pensionat och Mathilda café invaderades av ”hästfolk”. Järvagårdarnas uthus byggdes om till stall, och vid Dammtorp hölls hundar till rävjakter till häst. Banan anlades på Överjärva gårds mark. Området begränsades i öster av Uppsalavägen och i väster av Norra stambanan spårområde med Ulriksdals station. I syd sträckte sig banan nästan ända ner till Herrjärva gård och Enköpingsvägen. Huvudentrén låg vid Ulriksdals järnvägsstation. Här var målgången och här fanns restaurang, totalisator och tre läktare med tak. Hela banan var cirka 2 000 meter lång med en bred kurva åt norr och en något snävare kurva åt söder. Det fanns en yttre tävlingsslinga och en inre träningsslinga.
År 1922 ändrades namnet till ”Ulriksdals kapplöpningsbana”. Banan skulle utveckla sig till en av de ledande i Skandinavien. Mellan 1919 och 1959 reds den klassiska galopptävlingen ”Gyllene Hästen” på Ulriksdal. I en hederlig strävan förekom det efter tävlingsdagar att Jockeyklubben polisanmälde händelser, där favoriter i lopp gjort mystiska vurpor och förlorat. Bland tävlande på Ulriksdal fanns Paul Saager, David Connor och Albert Klimscha. Kända galopphästar var ”Bataclan” och ”Ferox”, de begravdes även under galoppfältet. Under 1950-talet dominerades galoppen på Ulriksdal av två kvinnliga hästtränare; Margareta Cronhielm och Britta Strokirk.
Banan fick stor ekonomisk betydelse för området, inte minst för Järva krogs verksamhet. I Ritorp söder om Enköpingsvägen uppfördes 1929 det så kallade "Hästskostallet" med plats för 24 tävlingshästar. Det hade hästskoform och var byggt efter ritningar av arkitekt Cyrillus Johansson. Byggnaden stod kvar till 1993 då den monterades ner och återuppfördes på Överjärva gård. Sista tävlingarna på Ulriksdal ägde rum den 12 juli 1960. Finallöpningen vanns av ”Tredje Mannen”, tränad av Britta Strokirk. Verksamheten flyttades till Täby köping, där Täby Galopp invigdes den 28 augusti 1960 av Kung Gustaf VI Adolf.

## Historiska bilder

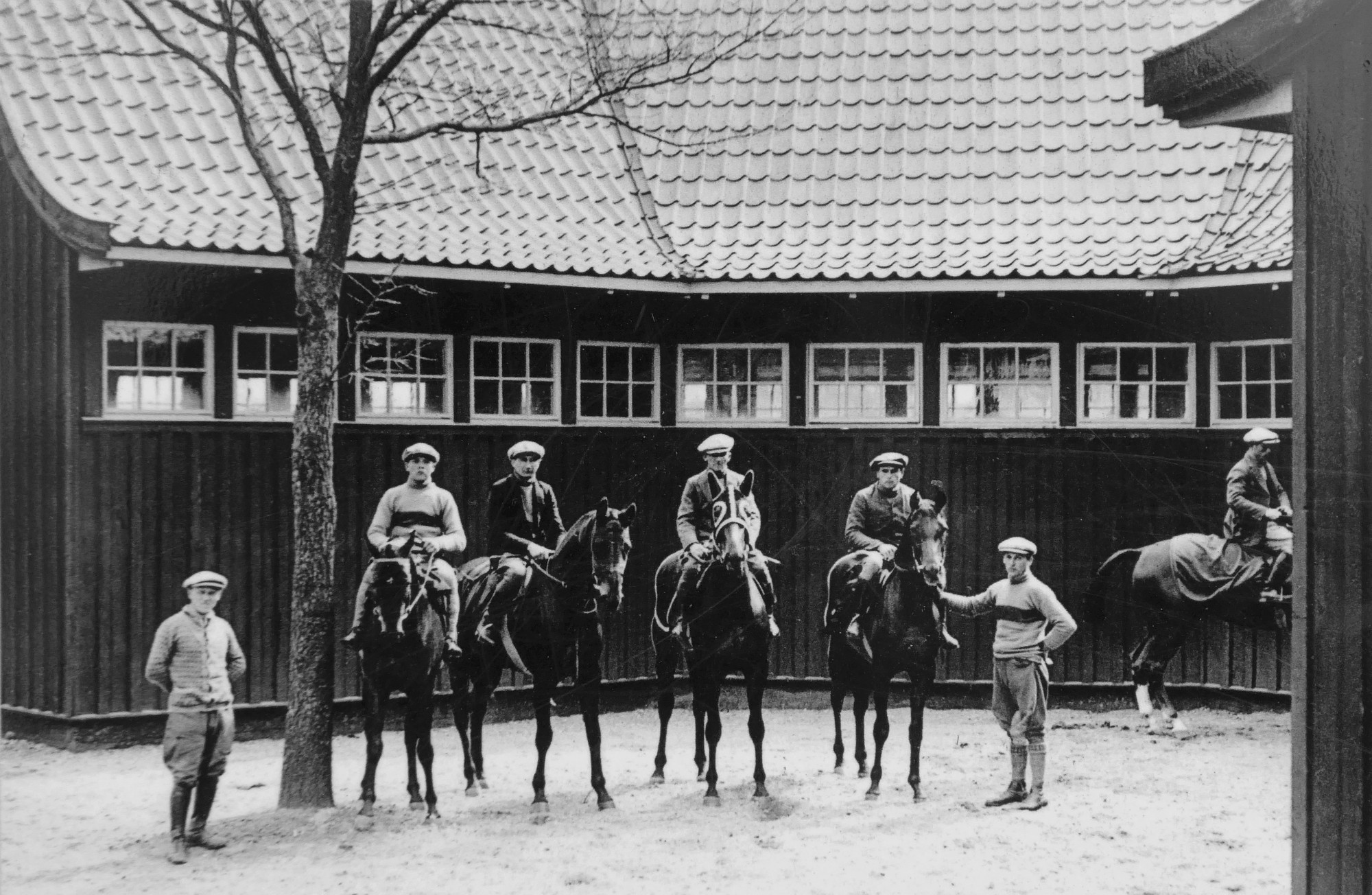
Hästskostallet i Ritorp, som på 1993 flyttades till Överjärva gård.
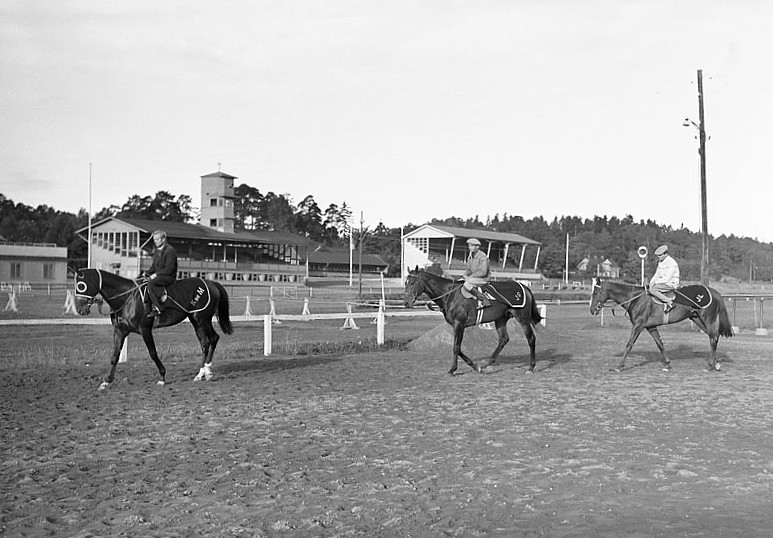
Inför "Skandinaviskt Grand Prix" 1952.
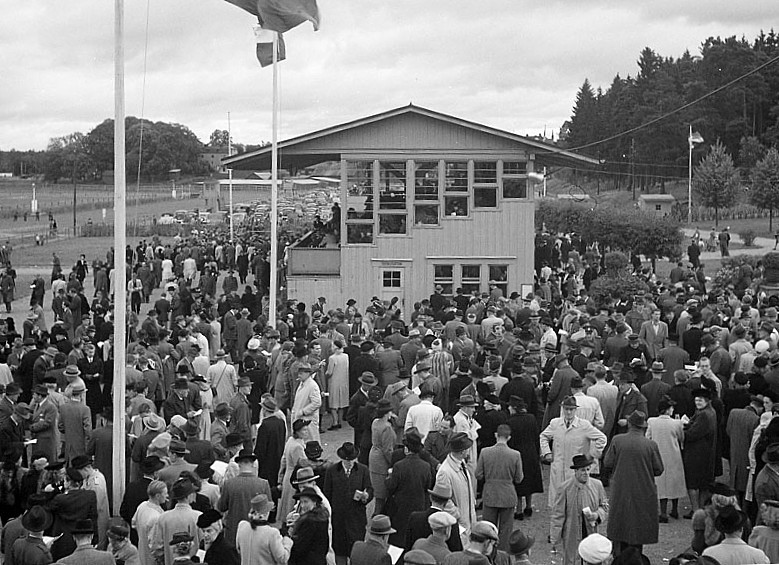
Publiken, 1940-tal.
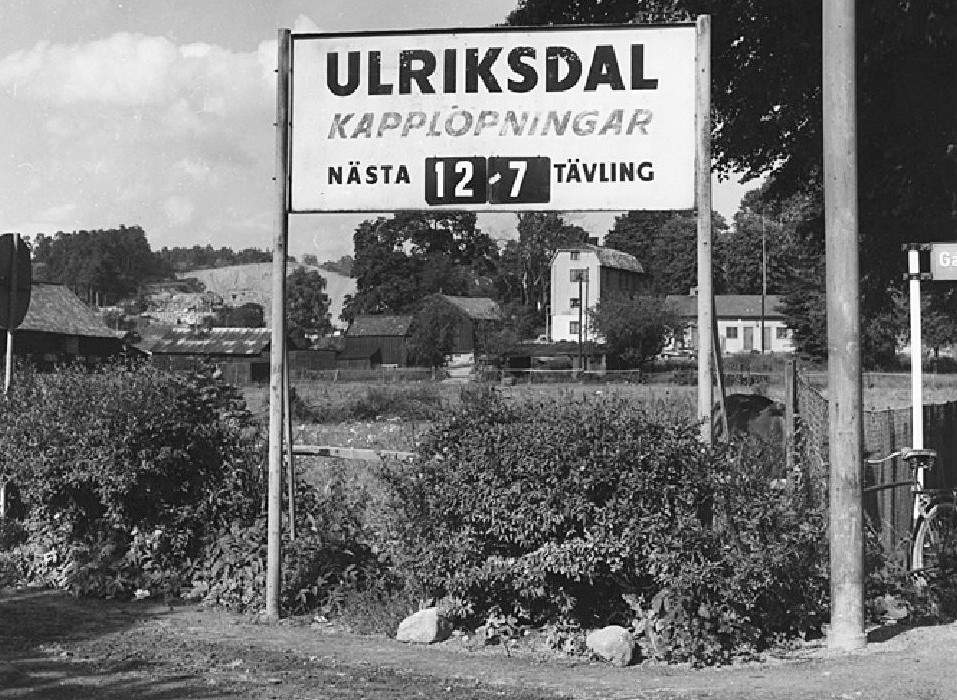
Ulriksdal Kapplöpningar.
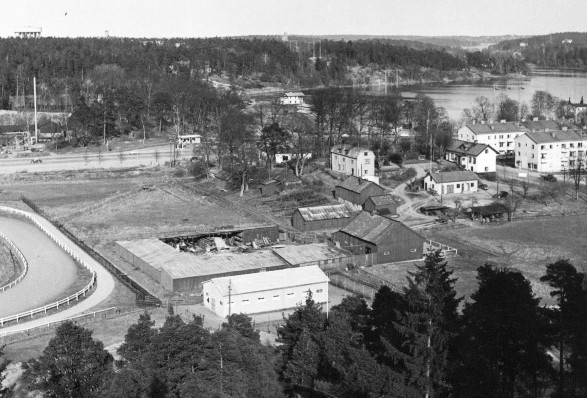
Kapplöpningsbanan och Herrjärva gård 1957.
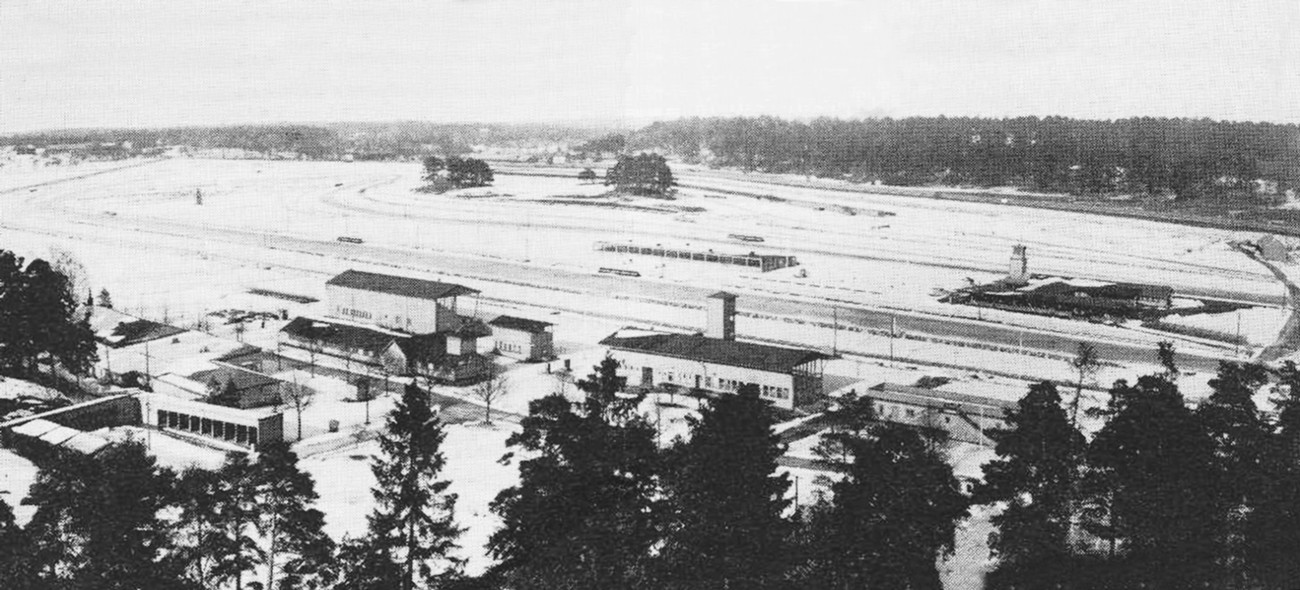
Kapplöpningsbanan på 1930-talet.
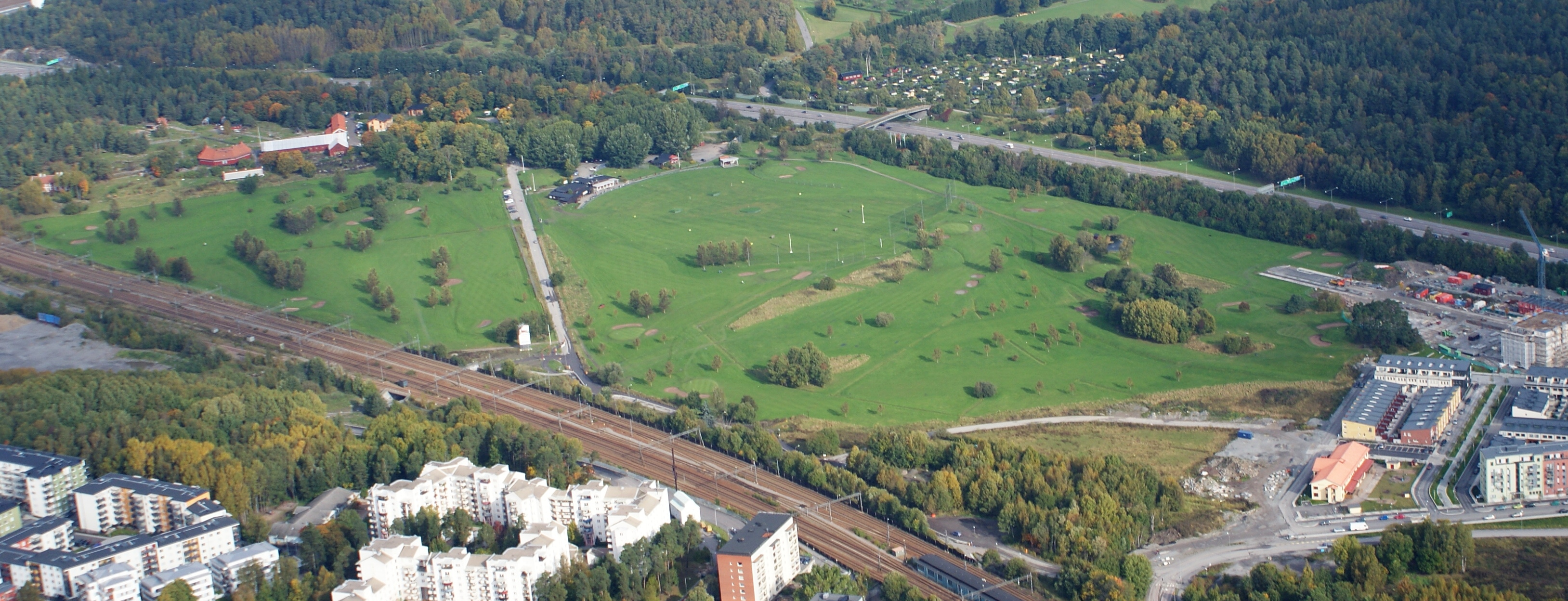
Flygbild över kapplöpningsbanan, Ulriksdals golfklubb och en del av den nya bebyggelsen till höger.
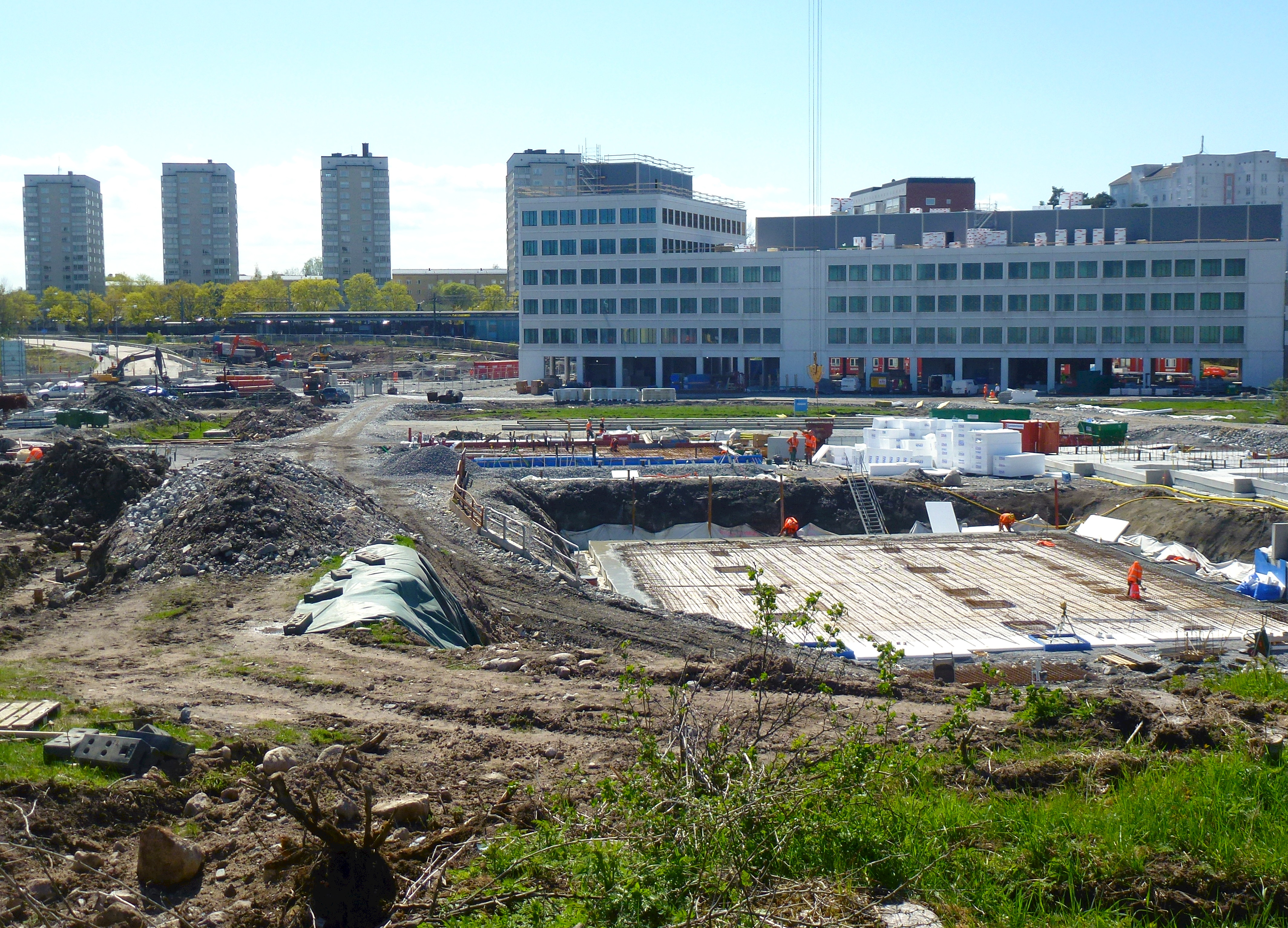
År 2015 under bygget av Nya Ulriksdal.
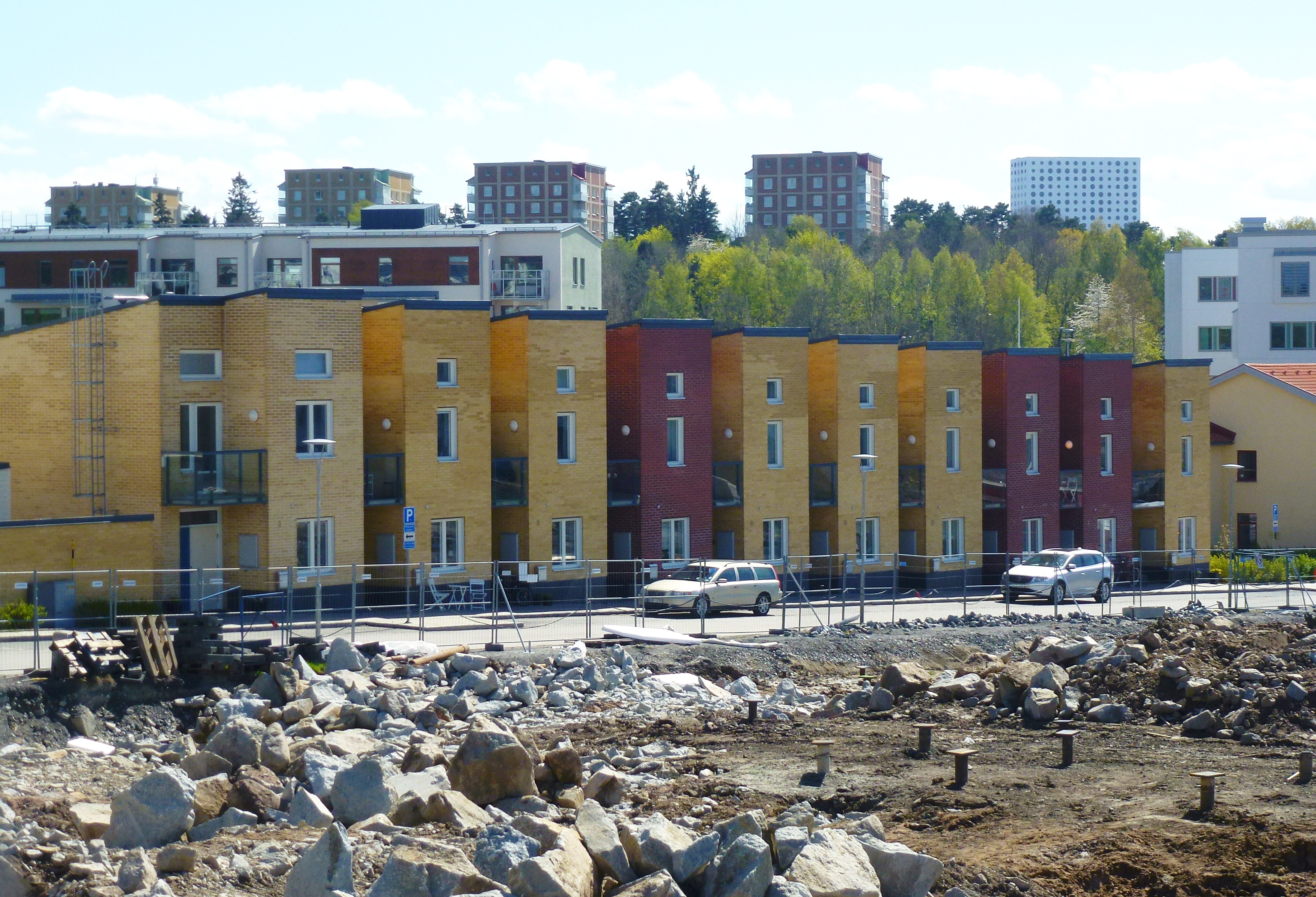
Radhus i det ny bostadsområdet i maj 2015.

## Tiden efter galoppbanan

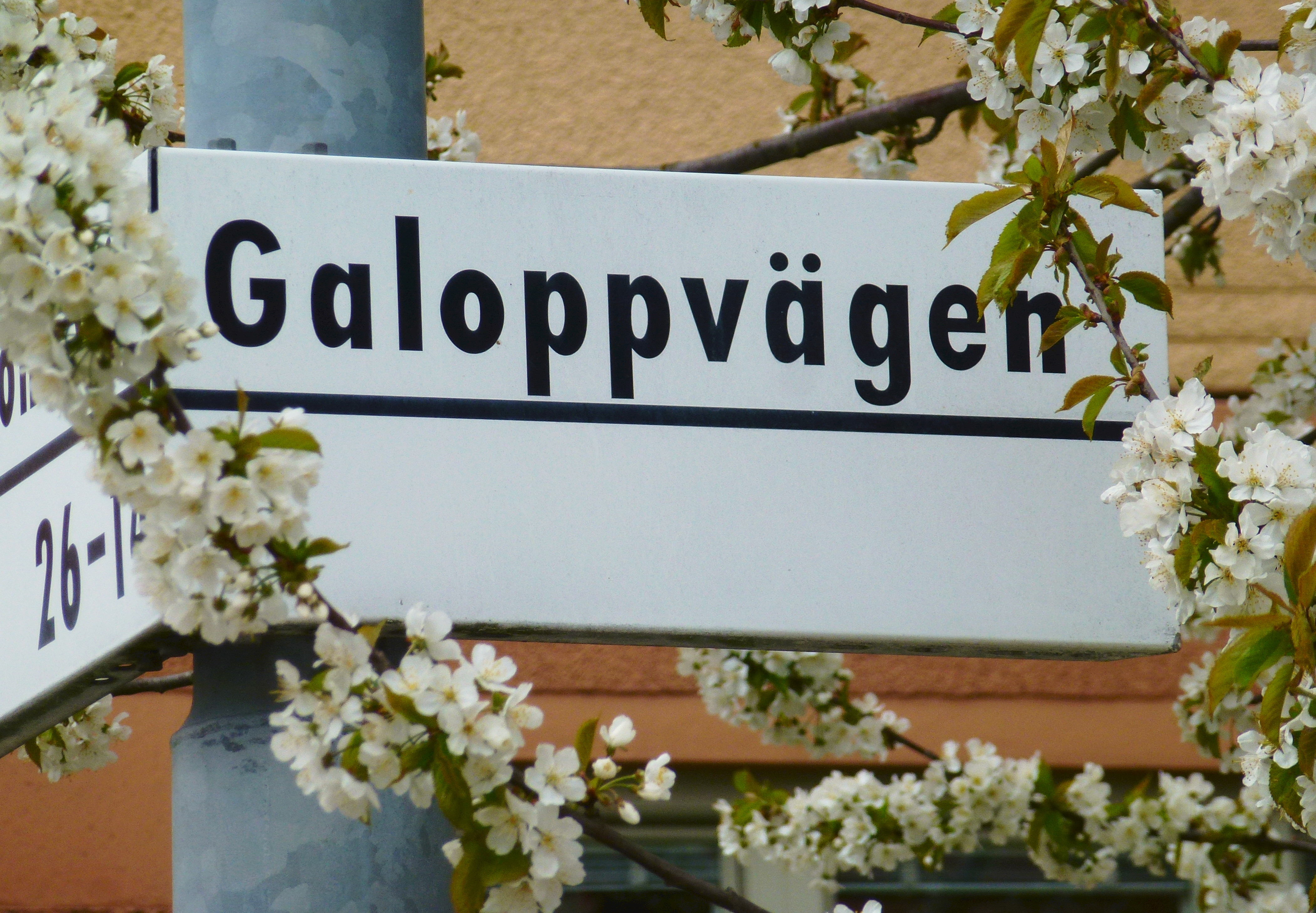
Galoppvägen, Solna.

Efter att Ulriksdals kapplöpningsbana stängde var det meningen att bygga bostäder på området. Galoppbanans södra del revs i början av 1970-talet där ett stort kontorshus för NCC och hotellet Scandic Järva Krog senare uppfördes. Sedan 1970-talet spelades även golf på den gamla banan och 1986/87 öppnade Ulriksdals GK sin verksamhet.

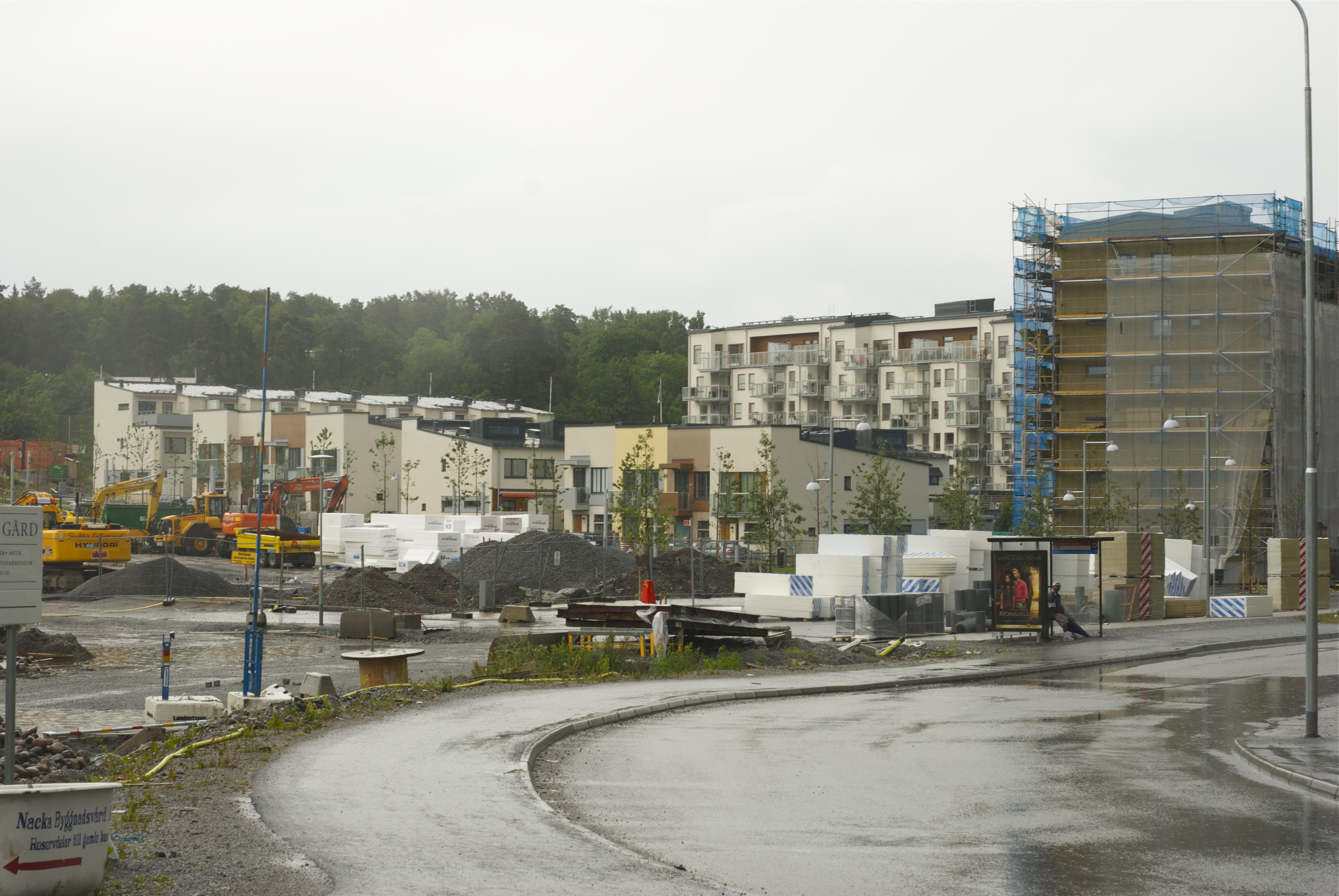
Det nya bostadsområdet i juni 2011.

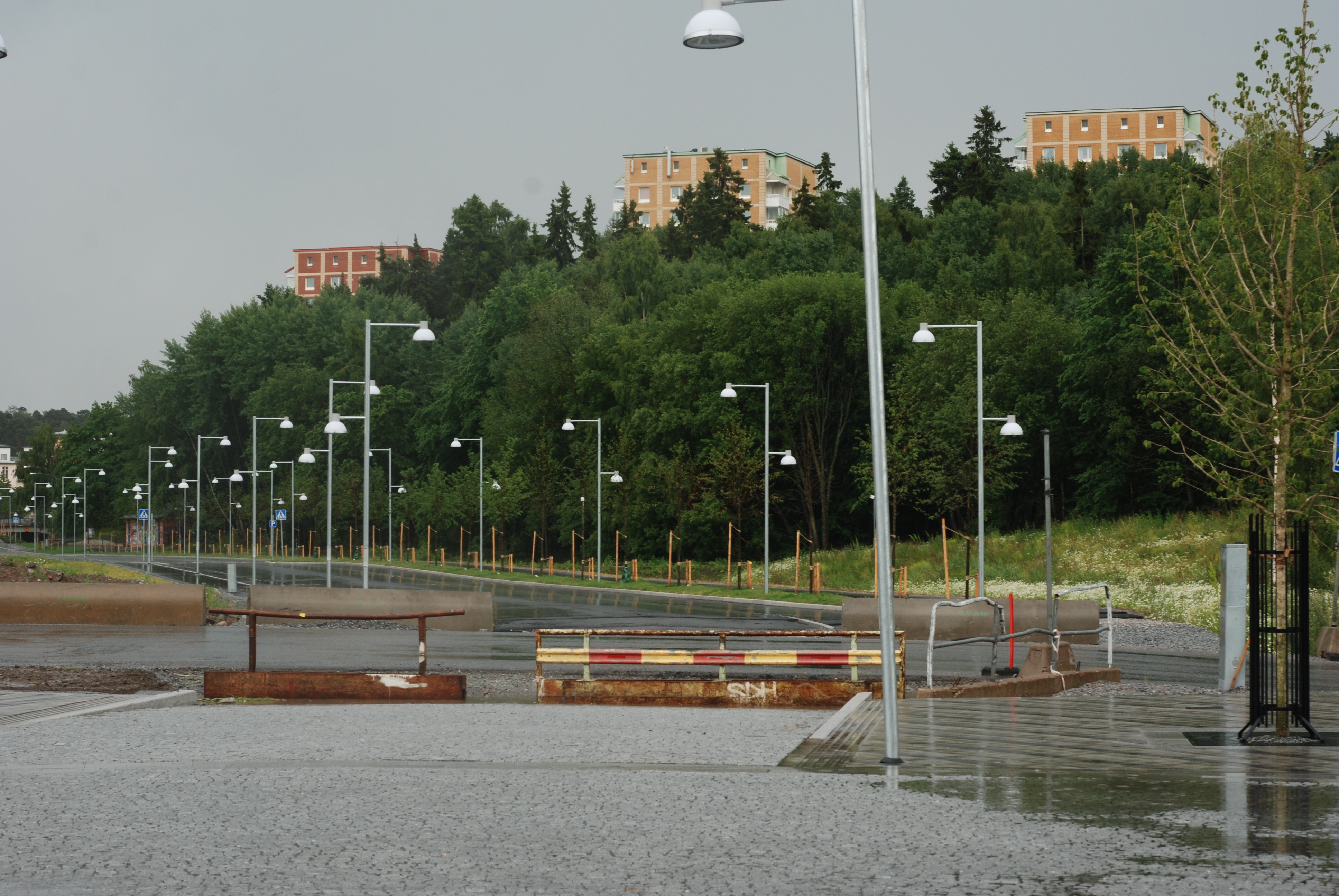
Galoppvägen i det nya bostadsområdet juni 2011.

Det skulle dröja ända fram till år 2005 innan planerna för en ny bostadsbebyggelse blev verklighet. I augusti 2005 förvärvade PEAB Ulriksdalsfältet för 865 miljoner kronor. Byggstart var år 2008. När allt är klar skall det finnas ett nytt bostadsområde med plats för 1 500 bostäder och cirka 125 000 kvadratmeter för kontor och handel (se Nya Ulriksdal). Det finns även planer på att en del av golfbanan kan finnas kvar även i framtiden. Galoppvägen påminner om den gamla galoppbanan liksom nya kvartersnamn som Kapplöpningen, Jockeyn, Måldomaren, Vinnaren och Totalisator. 